# محمد خادم
محمد خادم خراساني أزغدي (بالفارسية: محمد خادم خراسانی ازغدى)، (7 سبتمبر 1935 - 24 نوفمبر 2020)، هو مصارع إيراني في وزن الريشة. حصل على الميدالية الفضية في بطولة العالم 1962 والمركز الثامن في  دورة الألعاب الأولمبية الصيفية 1960. ابناه أمير رضا خادم ورسول خادم مصارعين أولمبيين في فئة المصارعة الحرة.